# Kertszobrászat

A kertszobrászat a szobrászat egyik szakosodott ága. Egyik értelmezésben a kertet díszítő, emberi kéz által megformált kő- vagy műkő elemek. Másik értelmezésben az alakfák és szoborformára nyírt díszbokrok. Ezt inkább növényszobrászatnak nevezzük.
A kertszobrászat kövekkel, műkövekkel foglalkozó ága, amely a kert használhatóságát és nagyfokú kényelmét biztosítja. Egyszerűbb elemei a térkövek, járdaszegélyek, kőoszlopok. Bonyolultabb elemei a lépcsősorokat szegélyező kőkorlátok és a szökőkutak.

## Kertszobrászati elemek
Az egyik leghétköznapibb elem a járdaszegélykő és a járdák, utak térburkoló kövei. Másik gyakori elem a parkokban látható műkő virágtartó, de ide tartoznak a sírkerti vázák és a kastélyvázák is. Külön figyelmet érdemelnek a szökőkutak. A nagyobb virágágyások és szökőkutak oldalait szintén szegélykövezik, az erre a célra legyártott oldalkövekkel.

## A kertszobrászat története
A Kertszobrászat legrégebbi példái az ókorból maradtak ránk. Szép példái az óindiai, és egyiptomi templomkertek, és főúri kertek szökőkutai, valamint azok környezetében fellelhető kőpadok és kő virágtartó edények. Külön figyelmet érdemel Szemiramisz függőkertje - ami a kertépítés ókori remekműve. Az ókori görög-római kertépítés is gyakran használt szobrászati elemeket a kertek díszítésére.
Ezt a hagyományt később a mediterrán területeken tovább vitték a főnemesek, majd később már a módos polgárság is. A télen hóval fedett területeken kevésbé tudott elterjedni a könnyen megmunkálható kövek fagyérzékenysége miatt. Napjainkban a fagytűrő kövek is jól megmunkálhatók a mai eszközökkel, ezért a jövőben a kertszobrászati elemek terjedése várható. A télen hóval fedett területeken is tért fog hódítani az elképzelések szerint.

## A kertszobrászat szakmai megvalósítása
Szobrászati szaktudást igényel a speciális igényeknek megfelelő öntőformák elkészítése és az öntőformák legyártása. Az öntőformák használata már nem igényel művészi képességeket. Elég hozzá egy építőipari szakma vagy egy betanított munkás.